# الکساندر میرونوف
الکساندر میرونوف (روسی: Александр Миронов؛ زادهٔ ۲۲ ژانویهٔ ۱۹۸۴) دوچرخه‌سوار اهل روسیه است.